# Frances McDormand
Frances McDormand, née Cynthia Ann Smith le 23 juin 1957 à Gibson City (Illinois), est une actrice et productrice américaine.
Elle joue régulièrement dans les films des frères Coen à partir de Sang pour sang (Blood Simple, 1984). 
Frances Louise McDormand remporte à trois reprises l'Oscar de la meilleure actrice : en 1997 pour Fargo, en 2018 pour Three Billboards : Les Panneaux de la vengeance et en 2021 pour Nomadland.

## Biographie

### Jeunesse
Frances McDormand, née Cynthia Ann Smith à Gibson City, est la troisième et plus jeune des enfants adoptés par Vernon McDormand, pasteur canadien établi dans l'Illinois et sa femme Noreen Nickelson, infirmière. Ses parents adoptifs lui attribuent un nouveau nom, Frances Louise McDormand ; sa mère biologique est l'une des fidèles de l'église dans laquelle McDormand officie. Elle a huit ans lorsque sa famille emménage à Monessen, en Pennsylvanie. Passionnée de théâtre depuis le lycée, la jeune femme, meilleure élève de sa promotion, sort diplômée du Bethany College de Virginie puis de l'école d'art dramatique de Yale.

### Vie privée et famille
Frances McDormand est l'épouse de Joel Coen depuis 1984.

## Début de carrière
En 1984, installée à New York, Frances McDormand partage un appartement avec Holly Hunter. Par la même occasion, elle fait sa première apparition au cinéma, dans un rôle prévu pour Hunter, qui y renonce : celui d'Abby, personnage principal du film Sang pour sang réalisé par Joel Coen, dont il s'agit du premier film. La même année, elle épouse Joel Coen qui en fait l'une de ses actrices fétiches, notamment dans Arizona Junior en 1987, Miller's Crossing en 1990 et Fargo en 1996. En 1995, le couple adopte un bébé paraguayen, Pedro McDormand Coen.

### Succès mondial
Avec son interprétation de la policière enceinte Marge Gunderson dans Fargo, Frances McDormand accède à la notoriété internationale et obtient l'Oscar de la meilleure actrice lors de la 69e cérémonie des Oscars. Quand elle ne tourne pas avec son mari, Frances McDormand joue sous la direction d'autres réalisateurs dans des rôles principaux ou secondaires, comme avec Alan Parker dans Mississippi Burning (1988), qui lui vaut d'être nommée à l'Oscar de la meilleure actrice dans un second rôle, Sam Raimi pour Darkman (1990) dans lequel elle incarne la petite amie du héros joué par Liam Neeson, Secret défense (Hidden Agenda) de Ken Loach (1990), Robert Altman avec Short Cuts (1993), John Boorman dans Rangoon (1994), Gregory Hoblit dans Peur primale (1996) et Michael Caton-Jones avec Père et Flic où elle tient la vedette avec Robert De Niro.
Elle joue également régulièrement au théâtre, notamment dans Un tramway nommé Désir de Tennessee Williams en 2004. En 2008, elle tourne à nouveau sous la direction de Joel Coen dans la comédie Burn After Reading, dans laquelle elle partage la vedette avec George Clooney, John Malkovich, Brad Pitt et Tilda Swinton. Elle fait partie du casting du film Transformers 3 : La Face cachée de la Lune pour l'été 2011. Elle y côtoie à nouveau Malkovich.
Elle est présidente du jury à la Berlinale 2004 et au Festival de Saint-Sébastien 2011. En juillet 2018, on annonce qu'elle tiendra le rôle de Dieu dans l'adaptation en série de De bons présages de Neil Gaiman et Terry Pratchett. En 2019, une autre annonce signale qu'elle jouera dans le nouveau film de Wes Anderson, The French Dispatch, ayant déjà collaboré avec ce réalisateur pour Moonrise Kingdom et L'Île aux chiens.
En 2017, elle tient le rôle principal de Three Billboards : Les Panneaux de la vengeance, de Martin McDonagh, pour lequel elle remporte un second Oscar de la meilleure actrice à la cérémonie de 2018. Trois ans plus tard, en 2021, elle remporte à nouveau l'Oscar de la meilleure actrice pour son rôle de Fern, dans Nomadland, de Chloé Zhao.

## Filmographie

### Cinéma

#### Années 1980
- 1984 : Sang pour sang (Blood Simple) de Joel et Ethan Coen : Abby
- 1985 : Mort sur le grill (Crimewave) de Sam Raimi : la nonne
- 1987 : Arizona Junior (Raising Arizona) de Joel et Ethan Coen : Dot
- 1988 : Mississippi Burning d'Alan Parker : Mme Pell
- 1989 : Les heros sont en cage de Mick Jackson : Mae Foley

#### Années 1990
- 1990 : Darkman de Sam Raimi : Julie Hastings
- 1990 : Secret défense de Ken Loach : Ingrid Jessner
- 1990 : Miller's Crossing de Joel et Ethan Coen : la secrétaire du maire
- 1991 : Barton Fink de Joel et Ethan Coen : Stage Actress
- 1991 : La Femme du boucher (The Butcher's Wife) de Terry Hughes : Grace
- 1992 : Un faire-part à part (Passed Away) de Charlie Peters : Nora Scanlan
- 1992 : Sôsei kishi Gaiâsu de Shinji Aramaki, Hiroyuki Kitazume, Hideaki Ôba et Masayuki Ozeki : Pool Girl (voix)
- 1993 : Short Cuts de Robert Altman : Betty Weathers
- 1994 : Bleeding Hearts de Gregory Hines : femme à la télé
- 1995 : Rangoon (Beyond Rangoon) de John Boorman : Andy Bowman
- 1995 : Les Amateurs (Palookaville) d'Alan Taylor : June
- 1996 : Plain Pleasures de Tom Kalin
- 1996 : Fargo de Joel et Ethan Coen : Marge Gunderson
- 1996 : Peur primale (Primal Fear) de Gregory Hoblit : Dr Molly Arrington
- 1996 : Lone Star de John Sayles : Bunny
- 1997 : Paradise Road de Bruce Beresford : Dr Verstak
- 1998 : Johnny Skidmarks (en) de John Raffo : Alice
- 1998 : Madeline de Daisy von Scherler Mayer : Miss Clavel
- 1998 : Talk of Angels de Nick Hamm : Conlon

#### Années 2000
- 2000 : Wonder Boys de Curtis Hanson : Sara Gaskell
- 2000 : Presque célèbre (Almost Famous) de Cameron Crowe : Elaine Miller
- 2001 : The Barber (The Man Who Wasn't There) de Joel et Ethan Coen : Doris Crane
- 2001 : Upheaval d'Itamar Kubovy : Anne
- 2002 : Laurel Canyon de Lisa Cholodenko : Jane
- 2002 : Père et Flic (City by the Sea) de Michael Caton-Jones : Michelle
- 2003 : Tout peut arriver (Something's Gotta Give) de Nancy Meyers : Zoe Barry
- 2004 : Last Night de Sean Mewshaw : Marit Such
- 2005 : L'Affaire Josey Aimes (North Country) de Niki Caro : Glory
- 2005 : Æon Flux de Karyn Kusama : Handler
- 2006 : Friends with Money de Nicole Holofcener : Jany
- 2008 : Miss Pettigrew (Miss Pettigrew Lives for a Day) de Bharat Nalluri : Miss Pettigrew
- 2008 : Burn After Reading de Joel et Ethan Coen : Linda Litzke

#### Années 2010
- 2011 : This Must Be the Place de Paolo Sorrentino : Jane
- 2011 : Transformers 3 : La Face cachée de la Lune de Michael Bay : Charlotte Mearing
- 2012 : Moonrise Kingdom de Wes Anderson : Laura Bishop
- 2012 : Madagascar 3 d'Eric Darnell, Tom McGrath et Conrad Vernon : Capitaine Chantel DuBois (voix)
- 2012 : Promised Land de Gus Van Sant : Sue Thomason
- 2016 : Ave, César ! (Hail, Caesar!) de Joel et Ethan Coen : C. C. Calhoun
- 2017 : Three Billboards : Les Panneaux de la vengeance (Three Billboards Outside Ebbing, Missouri) de Martin McDonagh : Mildred Hayes
- 2018 : L'Île aux chiens (Isle of Dogs) de Wes Anderson : l'interprète Nelson

#### Années 2020
- 2020 : Nomadland de Chloé Zhao : Fern
- 2021 : The French Dispatch de Wes Anderson : Lucinda Krementz
- 2021 : Macbeth (The Tragedy of Macbeth) de Joel Coen : Lady Macbeth
- 2022 : Women Talking de Sarah Polley : Scarface Janz
- 2024 : Wolfs de Jon Watts : Pamela Dowd-Henry (voix)

### Télévision

#### Séries télévisées
- 1985 : Rick Hunter (Hunter) : Nina Sloan
- 1985 : Capitaine Furillo : Corrine Chapman (6 épisodes)
- 1986 : La Cinquième Dimension (The Twilight Zone) : Amanda Strickland (1 épisode)
- 1987 : Détective de choc (Leg Work) : Willie Pipal (7 épisodes)
- 1995 : Great Performances (1 épisode : Talking with)
- 2001 : State of Grace : narratrice / Hannah adulte (voix)
- 2006 : Les Simpson (The Simpsons) : Melanie Upfoot (voix)
- 2014 : Olive Kitteridge  : Olive Kitteridge
- 2019 : Good Omens : Dieu (voix)

#### Téléfilms
- 1985 : Scandale à la une (Scandal Sheet) :
- 1986 : Vengeance, l'histoire de Tony Cimo (Vengeance: The Story of Tony Cimo) : Brigette
- 1992 : Crazy in Love : Clare
- 1995 : The Good Old Boys : Eve Calloway
- 1996 : L'Amérique aux deux visages (Hidden in America) : Gus
- 2005 : Precinct Hollywood : Narratrice

## Théâtre
- 1988 : Un tramway nommé Désir de Tennessee Williams
- 2011 : Good People de David Lindsay-Abaire
- 2016 : Macbeth de William Shakespeare

## Distinctions

### Récompenses
- Mostra de Venise 1993 : prix spécial d'interprétation collective pour Short Cuts
- Golden Globes 1994 : prix spécial d'interprétation collective pour Short Cuts
- Screen Actors Guild Awards 1997 : meilleure actrice pour Fargo
- Film Independent Spirit Awards 1997 : meilleure actrice pour Fargo
- Satellite Awards 1997 : meilleure actrice dans un film pour Fargo
- Oscar 1997 : meilleure actrice pour Fargo
- Festival de Sundance 1998 : prix Hommage à sa vision indépendante
- Film Independent Spirit Awards 2007 : meilleure actrice dans un second rôle pour Friends with Money
- Tony Awards 2011 : meilleure actrice dans une pièce pour Good People
- Satellite Awards 2014 : meilleure actrice dans une mini-série ou un téléfilm pour Olive Kitteridge
- Screen Actors Guild Awards 2015 : meilleure actrice dans une mini-série ou un téléfilm pour Olive Kitteridge
- Primetime Emmy Awards 2015 : meilleure actrice pour Olive Kitteridge
- Golden Globes 2018 : meilleure actrice dans un film dramatique pour Three Billboards : Les Panneaux de la vengeance
- BAFTA 2018 : meilleure actrice pour Three Billboards : Les Panneaux de la vengeance
- Oscar 2018 : meilleure actrice pour Three Billboards : Les Panneaux de la vengeance
- Satellite Awards 2021 : meilleure actrice pour Nomadland
- London Film Critics Circle Awards 2021 : actrice de l'année pour Nomadland
- BAFTA 2021 : meilleure actrice pour Nomadland
- Oscar 2021: meilleure actrice et meilleur film en tant que productrice pour Nomadland

### Nominations
- 1989 : Oscar de la meilleure actrice dans un second rôle pour Mississippi Burning.
- 1997 : Golden Globe, au Bafta et au Saturn Award de la meilleure actrice pour Fargo
- 1997 : Emmy de la meilleure actrice dans un second rôle de mini série ou téléfilm pour Hidden in America
- 2001 : Oscar, au Bafta et au Golden Globe de la meilleure actrice dans un second rôle pour Presque célèbre.
- 2002 : Saturn Award de la meilleure actrice dans un second rôle pour The Barber.
- 2006 : Oscar, au BAFTA et au Golden Globe de la meilleure actrice dans un second rôle pour L'Affaire Josey Aimes
- 2009 : Golden Globe de la meilleure actrice pour Burn after reading
- 2015 : Golden Globe de la meilleure actrice dans une mini série ou dans un téléfilm pour Olive Kitteridge
- 2021 : Golden Globe de la meilleure actrice dans un film dramatique pour Nomadland [2]
- 2021 : Screen Actors Guild Award de la meilleure actrice pour Nomadland [3]

## Dans la culture
Échec et math pour les filles, le 19e épisode de la 17e saison des Simpson (diffusé le 30 avril 2006) lui rend hommage en utilisant son apparence et sa voix : elle inspire le personnage de Mélanie Upfoot, la nouvelle directrice de l'école élémentaire de Springfield qui, remplaçant le principal Skinner, va instaurer des méthodes pédagogiques tendant à favoriser l'épanouissement des élèves de sexe féminin alors que les garçons sont laissés à eux-mêmes.

## Voix francophones
En version française, Frances McDormand est doublée à six reprises chacune par Françoise Vallon et Nanou Garcia ainsi qu'à cinq reprises par Danièle Douet. Elle est également doublée à deux reprises chacune par Michèle Buzynski dans les films Darkman et Lone Star ainsi que par Laure Sabardin dans Madeline et Laurel Canyon. À titre exceptionnel, elle est doublée par Martine Meirhaeghe dans Arizona Junior, Anne Jolivet dans Mississippi Burning, Véronique Augereau dans Miller's Crossing, Annie Balestra dans Un faire-part à part, Denise Metmer dans Peur primale, Élisabeth Wiener dans Paradise Road, Isabelle Leprince dans Presque célèbre, Sylvie Genty dans Æon Flux, Josiane Pinson dans Friends with Money, Jocelyne Darche dans Transformers 3 : La Face cachée de la Lune et Valérie Event dans Ave, César !.
Version française
- Françoise Vallon dans : Wonder Boys, Tout peut arriver, Père et Flic, L'Affaire Josey Aimes, This Must Be the Place, Three Billboards : Les Panneaux de la vengeance[4]
- Nanou Garcia dans : Sang pour sang, Fargo , The Barber, Burn After Reading, Moonrise Kingdom, The French Dispatch
- Danièle Douet dans : Miss Pettigrew, Promised Land, Olive Kitteridge, Nomadland, Macbeth[4]